# Syzygium fergusoni
Espèce
Statut de conservation UICN

 EN B1+2c : En danger
Syzygium fergusoni est une espèce de plantes à fleurs de la famille des Myrtaceae. C'est un arbuste ou un arbre trouvé en Inde et au Sri Lanka.

## Publication originale
- Kew Bulletin 52. 1920.